# 밀양 손씨 삼충효신 신도비
밀양손씨삼충효신신도비(密陽孫氏三忠孝臣神道碑)는 대한민국 전라남도 고흥군 도화면 가화리에 있는 신도비이다. 2019년 9월 25일 고흥군의 향토문화재 제10호로 지정되었다.

## 개요
밀양손씨삼충효신신도비(密陽孫氏三忠孝臣神道碑)는 석비각과 삼충효문(三忠孝門)이 함께 세워져 있는 신도비이다. 신도비에는 손응호, 응록, 훈립이 임진왜란 당시 상황과 순절한 내용이 담겨 있다.
신도비는 1903년 4월에 청송인 김만식이 찬하고 당시 흥양군수인 조두현의 글씨로 제작되었다. 김만식(1834~1901)은 예조판서 및 평안도관찰사 등을 역임한 인물이다. 김만식이 살아 생전 찬한 글이 1903년에 비가 세워진 것으로 보인다. 흥양군수 조두현은 1902년에 흥양군수로 부임하여 1904년에 임기를 마치고 돌아갔다.
밀양손씨삼충효신신도비는 신도비가 세워지는 기록이 <승정원일기>등에 남아 전하며, 충신들의 후손과 당시 현감인 조두현의 글로 제작된 점에서 고흥의 역사문화적 가치가 매우 크다.

## 지정 사유
석비각, 충효문, 신도비가 남아 있고 손응호, 응록, 훈립의 임진왜란 당시 상황과 순절한 내용이 담겨 있어 사료적 가치가 매우 높고, 신도비의 입비에 대한 기록이 <승정원일기> 등에 남아 고흥지역의 역사문화를 살필 수 있는 가치가 매우 크다.